# سينيرجي إس بي
سينيرجي إس بي (بالإنجليزية: SynergySP)‏ هو استوديو أنمي ياباني. تأسس في سبتمبر 24, 1998. يقع مقره في اليابان.

## أعمال
- لحن الحورية
- هاياتي الخادم المقاتل
- كروس غيم (2009-2010)
- المعركة الحديدية بي بليد

## وصلات خارجية
- سينيرجي إس بي على موقع IMDb (الإنجليزية)
- سينيرجي إس بي على موقع ANN company (الإنجليزية)

- الموقع الإلكتروني